# بیانیه استقلال فلسطین
بیانیه استقلال فلسطین یک اعلامیه است که شاعر فلسطینی محمود درویش آن را نوشت و یاسر عرفات در ۱۵ نوامبر ۱۹۸۸ آن را اعلام کرد. قبلاً شورای ملی فلسطین (بدنه قانون‌گذاری سازمان آزادی‌بخش فلسطین) آن را با ۲۵۳ رای موافق، ۴۶ رای مخالف و ۱۰ رای ممتنع تصویب کرده بود. این بیانیه در پایان جلسه ۱۹ شورای ملی فلسطین همراه با تشویق خوانده شده بود. در مارس ۱۹۸۹ شورای مرکزی سازمان آزادیبخش فلسطین یاسر عرفات را به عنوان اولین رئیس‌جمهور کشور فلسطین انتخاب کرد.

## اهمیت

مرزهای تعریف‌شده در طرح سازمان ملل برای تقسیم فلسطین در سال ۱۹۴۷: منطقه اختصاص داده‌شده برای یک دولت یهودی (آبی روشن)
منطقه اختصاص داده شده برای یک کشور عربی (سبز و قرمز)
حکومت بین‌المللی بر اورشلیم خواهد بود نه یهودی و نه عرب.

اعلامیه استقلال مرزهای فلسطین را مطابق مرزهای قیمومیت بریتانیا بر فلسطین که شامل تمام دولت اسرائیل و همچنین کرانه باختری رود اردن و نوار غزه می‌شد. این اعلامیه به طرح سازمان ملل برای تقسیم فلسطین در سال ۱۹۴۷ میلادی و «قطعنامه‌های سازمان ملل پس سال ۱۹۴۷» به عنوان عوامل مشروع برای تشکیل کشور فلسطین استناد می‌کند.

## پیامدها

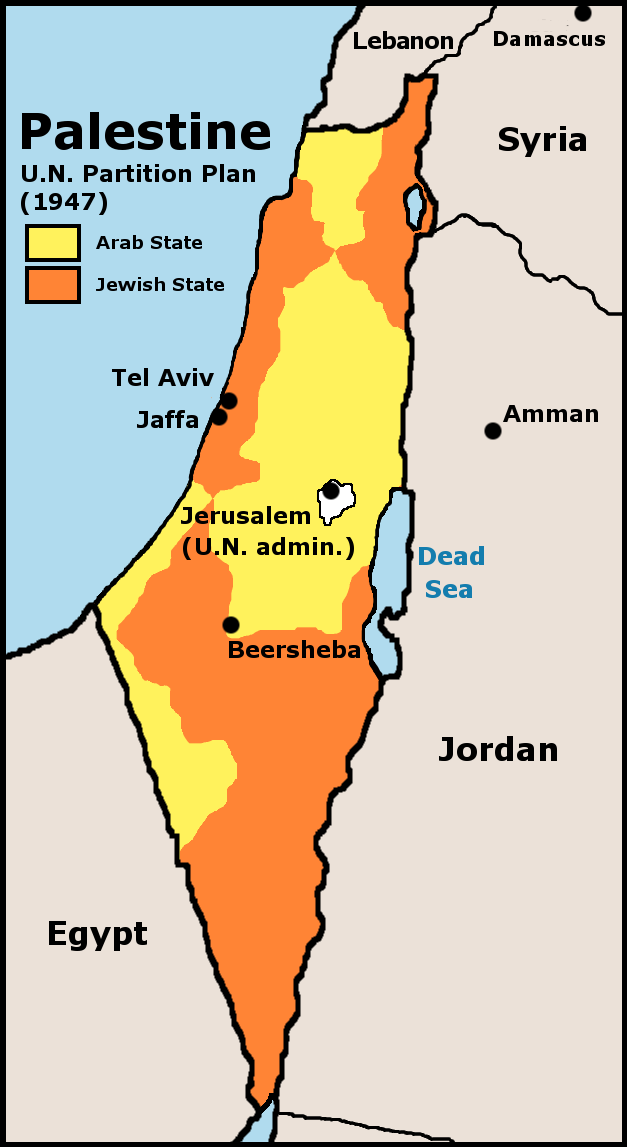
طرح تقسیم فلسطین در سال 1947 توسط سازمان ملل

در ۳۱ دسامبر ۲۰۱۴، شورای امنیت سازمان ملل متحد برای قطعنامه‌ای رای‌گیری کرد که خواستار پایان اشغالگری اسرائیل و تشکیل کشور فلسطین تا سال ۲۰۱۷ بود. هشت عضو موافق با قطعنامه رای دادند (روسیه، چین، فرانسه، آرژانتین، چاد، شیلی، اردن و لوکزامبورگ). با این حال قطعنامه نتوانست حداقل نه رای مورد نیاز برای تصویب را کسب کند. استرالیا و ایالات متحده در مخالفت با قطعنامه رای دادند و بریتانیا، لیتوانی، نیجریه، کره جنوبی و رواندا رای ممتنع دادند.